# Sjarhej Siltjanka
Sjarhej Siltjanka, en vitrysk längdåkare.

## Vinster
- Silver vid paralympiska vinterspelen 2006, längdskidåkning 5 km stående